# Pedro Dot

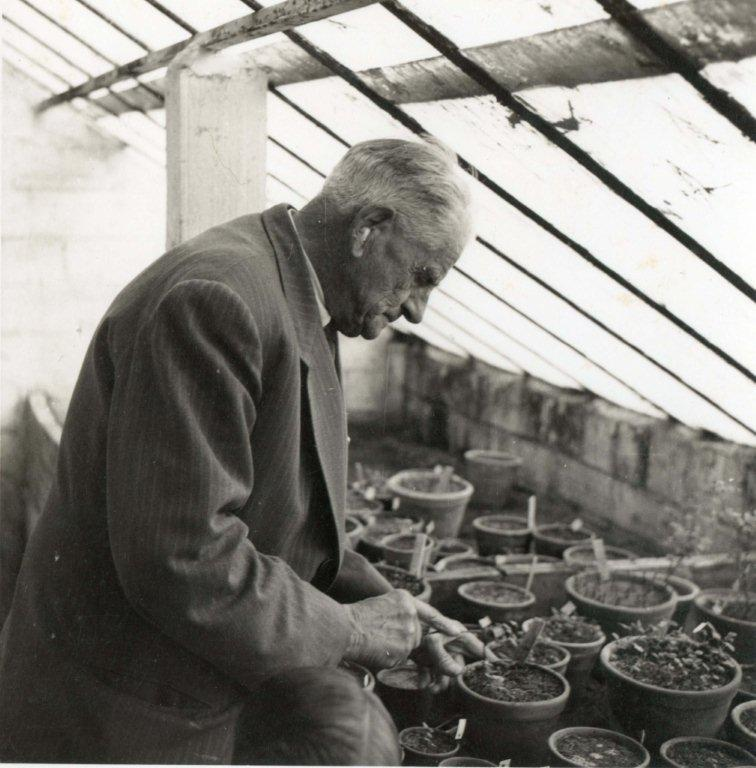
Pedro Dot in seinem Gewächshaus

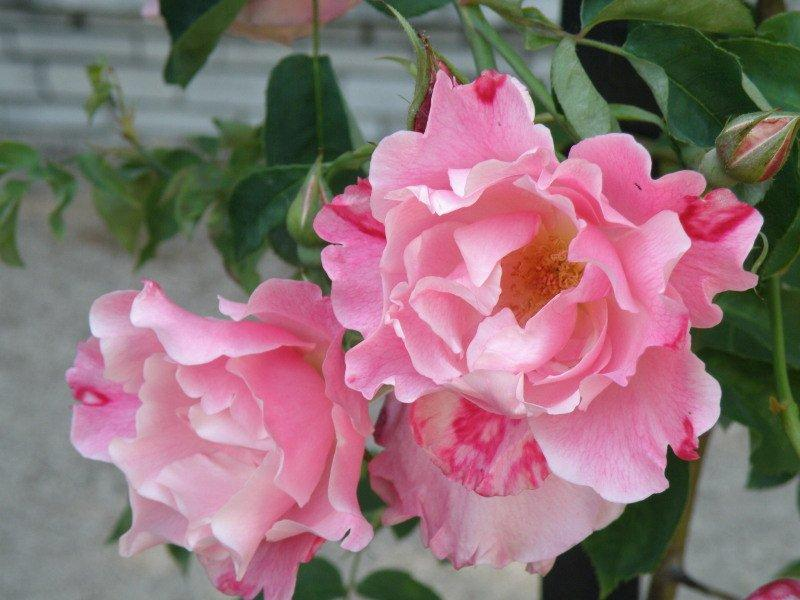
Madame Grégoire Staechelin (1927) klettert über 6 m hoch und riecht nach Duftwicken

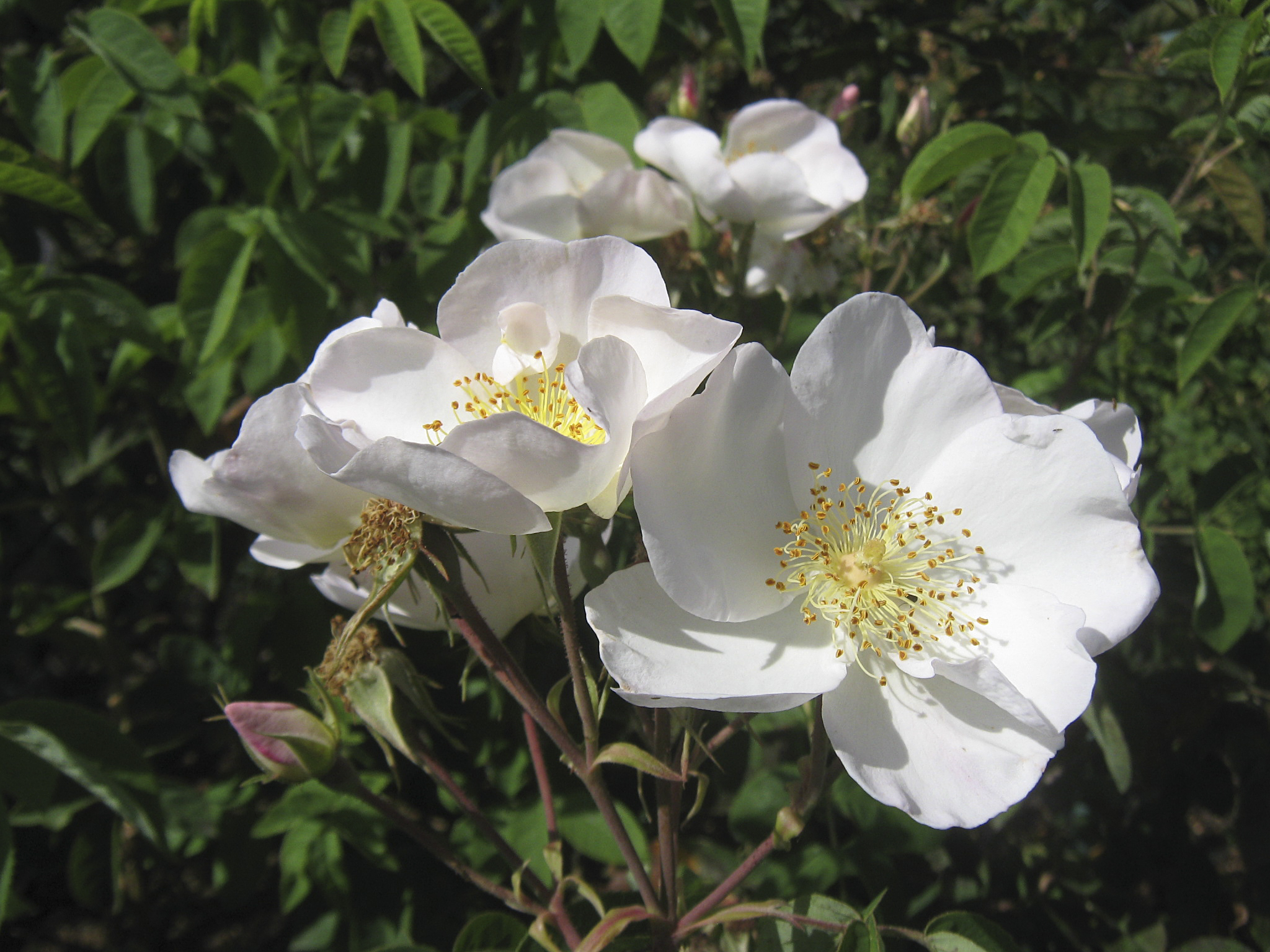
Pedro Dots Nevada (1927). Die 10 cm großen Blüten verfärben sich in heißem Wasser rosa. Nevada ist Spanisch für „Schnee“

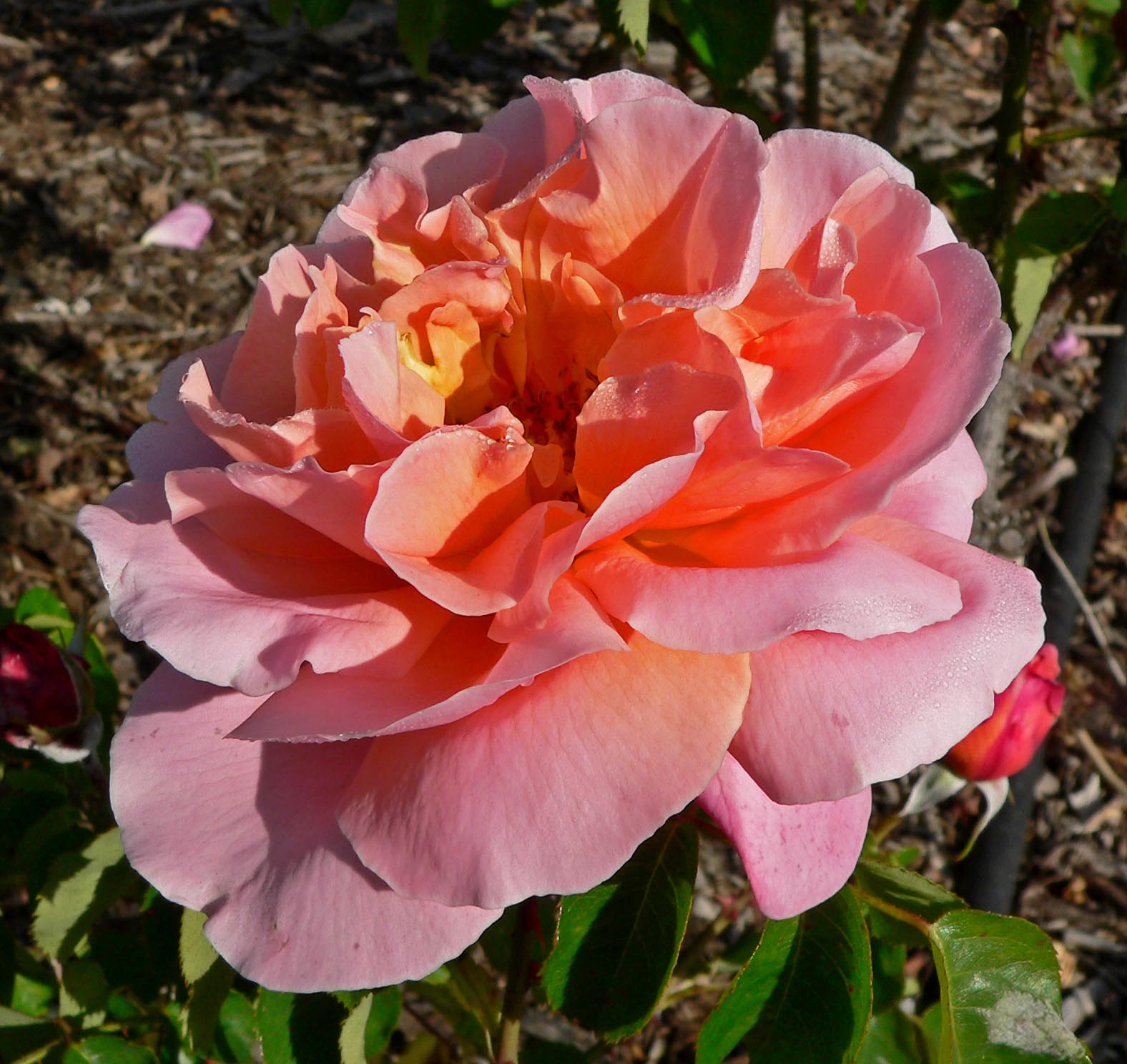
Marí Dot (1927) mit ausgeprägtem Fruchtgeruch – „der Inbegriff einer Rose von Pedro Dot.“ Marí ist katalanisch für Marino, Dots zweitältesten Sohn.

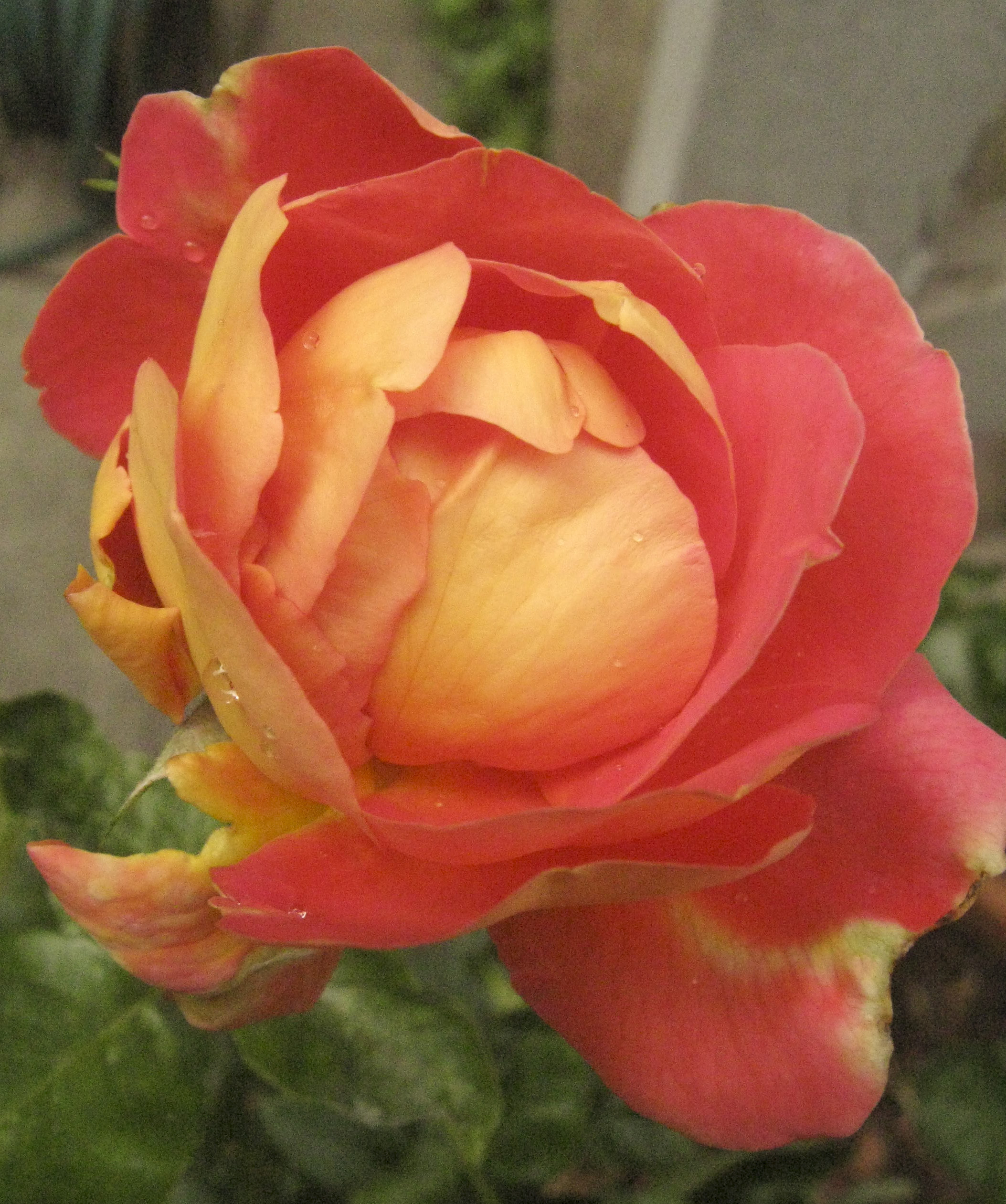
Condesa de Sástago (1930). Die erste bekannte zweifarbige Rose und einer der größten Erfolge Dots. Die Rose ist sehr ausdauernd und riecht nach Äpfeln und Zimt.

Pedro Dot (kat. Pere Dot i Martínez; 28. März 1885 in Monistrol de Montserrat – 12. November 1976) war ein spanischer Rosenzüchter.

## Leben
Pedro Dot wurde 1885 auf dem Landsitz Monistrol bei Barcelona geboren, wo sein Vater Verwalter war. Seinerzeit eine Rosenzucht, ist der Landsitz heute ein Weingut, das für seinen Schaumwein bekannt ist. Dots erste Experimente mit Hybridrosen wurden von der Herzogin von Monistrol (auch: Sástago) unterstützt.
Die Herzogin lieh ihm Geld für einen unternehmerischen Anfang, um dann am Ende mit der Widmung einer seiner besten Rosen belohnt zu werden. Sein Vater Simon entstammte einer Landarbeiterfamilie, hatte es aber zu einem bekannten Gärtner und Pflanzenzüchter gebracht. Er hatte trotz des sehr alkalischen Bodens einen kleinen Gartenbaubetrieb bei Sant Feliu de Llobregat aufgebaut, wo man das Familienunternehmen Rosas Dot auch heute noch findet. Pedro kümmerte sich zunächst um die Rosen, später übernahm er das ganze Unternehmen. Dieses siedelte dann nach Vilafranca del Penedès auf der anderen Seite von Barcelona um, wobei der Standort in San Feliu de Llobregat beibehalten wurde. Mit 16 ging Pedro in einem anderen Unternehmen in die Lehre, 1910 ging er nach Belgien und Paris, wo er neue Methoden der Hybridisierung kennenlernte – und auch die französische Einstellung zur Gartenkunst. Um nicht nur auf den in Spanien doch recht kleinen Markt für Gartenkultur angewiesen zu sein, suchte er von da an Kunden in aller Welt.
Schon 1924 stellte Dot seine Neuzüchtungen bei internationalen Wettbewerben aus, wobei er mit seiner Züchtung Margarita Riera einen Leistungspreis beim „Internationalen Wettbewerb neuer Rosen“ (Concours international de roses nouvelles de Bagatelle im Parc de Bagatelle) in Paris gewann. Er verwendete Sorten wie Frau Karl Druschki, Souvenir de Claudius Pernet und Mme Edouard Herriot, um eine große Zahl farbenfroher Teehybride zu produzieren, die sich besonders in warmem Klima bewährten. Die meisten dieser Sorten stammen von Pernetiana ab – Joseph Pernet-Ducher war der Erste, der in die Teehybride die intensive gelbe Farbe und den starken Geruch der Rosa foetida hineingezüchtet hatte – und sind nicht frostfest. Marí Dot gewann einen Preis in Strassburg, Condesa de Sástago den Ersten Preis in Rom; später wurde diese in den Vereinigten Staaten sehr populär. Es war die erste erfolgreiche zweifarbige Rose, mit vorn scharlachfarbenen und hinten gelben Blütenblättern. Conard Pyle Co. importierte viele dieser Rosen unter ihren Originalnamen in die Vereinigten Staaten, allerdings wurden anscheinend nur wenige davon patentiert. Ab 1925 begann Dot auch damit, den Pollen von Wildrosen in seinen Zuchten zu verwenden.
Ohne Zweifel war Dots erfolgreichste Züchtung die Rose Nevada, die 1927 herauskam – eine Hybrid-Bibernell-Rose (Rosa spinosissima). Die Kletterrose Mme Grégoire Staechlin entstand im selben Jahr. Unter der Voraussetzung, dass ein Züchter eine Auswahl aus Unmengen von Setzlingen treffen muss, suchte Dot fortgesetzt Rosen, die einen wilderen und extremeren Charakter als ihre Eltern hatten. In dieser Weise näherte er sich gewissermaßen dem Expressionismus seines katalanischen Landsmanns Antoni Gaudí. Dot erneuerte auch die Tradition von Moosrosen mit der Rose Golden Moss (1932), der ersten gelben Moosrose, die jemals gezüchtet wurde.
In den 1930er Jahren baute Dot erfolgreich auf der Arbeit von Pernet-Ducher auf, um eine Anzahl geflammter Rosen zu züchten, von pastellfarben bis hin zu starken Orangetönen. Beispiele davon sind die Sorten Catalònia, Condesa de Sástago, Angels Mateu, Girona, Maria Peral, Duquesa de Peñaranda und Federico Casas. Mit Baby Gold Star, Golden Sástago und Joaquin Mir, erzielte Dot echte, tiefe Gelbtöne.
Er war Mitglied der „Amigos de las Rosas“ (Rosenfreunde), die er 1931 in Barcelona zusammen mit Rubio, Cambo, Ros Sabaté und Cyprien Camprubí gründete, dem Züchter der bekannten Violonista Costa. Sein Schüler Eugenio Fojo wurde in Nordspanien bekannt.
Dot wurde während des Spanischen Bürgerkriegs durch die Republikanische Regierung von Barcelona sowie durch Zuwendungen von Conard-Pyle und amerikanischen Rosenliebhabern unterstützt. Auch wenn seine Söhne Simon und Marí für die später unterlegenen Republikaner kämpften, wurde sein Unternehmen mit amerikanischer Unterstützung und Finanzierung vor den siegreichen Nationalisten um Franco geschützt. Während des Bürgerkriegs und der folgenden zwanzig Jahre hybridisierte Dot Miniaturrosen, wobei er dieses Gebiet revolutionierte. Sein züchterischer Ansatz war, Teehybride und Miniaturrosen zu kreuzen und so robustere Sorten zu erhalten als andere Züchter, die Polyantha-Rosen verwendeten.
Pedro Dot war der bekannteste spanische Rosenzüchter, bis ihm in den 1960er Jahren sein Sohn Simon nachfolgte und insbesondere mit violetten Rosen sehr erfolgreich wurde. Auch sein anderer Sohn Marino und zwei seiner Enkel züchteten in den 1960er und 1970er Jahren Rosen, wegen Pedros größerer Bekanntheit wurden einiger ihrer Rosen irrtümlich ihm zugeschrieben.
Pedro Dot starb am 12. November 1976.

## Namen und Widmungen der Rosen
Bis zum Zweiten Weltkrieg kann man sagen, dass jeder Name einer Rose von Dot auch einer Widmung entsprach. In den 1920er Jahren wurden die Rosen meist Familienmitgliedern (Marí Dot) und aristokratischen Gönnern (Cayetana Stuart) gewidmet, in der republikanischen Zeit katalanischen Patrioten (Angel Guimera) und  republikanischen Städten, die noch nicht von den Nationalisten eingenommen wurden (Lleida, Girona), später internationalen Unterstützern (Senateur Potié) und katalanischen Patrioten, die im Krieg gefallen sind (Ramon Bach). Nach dem Zweiten Weltkrieg wurden die Rosen allerdings meist nach internationalen Berühmtheiten und Touristenorten benannt.

## Überleben des Lebenswerks
Nevada und Mme Grégoire Staechlin werden sicher auch in der Zukunft Bestand haben und Dots Miniaturrosen sind bei ihren Liebhabern sicher. Problematisch sind seine Teehybride, sein Unternehmen setzt zwar seine Tätigkeit fort und bietet weiterhin etwa 60 Sorten zum Verkauf, davon sind aber nur 10 von Dot selbst. Einige Sorten werden in den Vereinigten Staaten weiterhin verkauft, von Gartenbaubetrieben wie Vintage Gardens in Kalifornien – wo sich diese Sorten auch klimatisch wohlfühlen. Eine Handvoll Sorten überleben in öffentlichen Gärten, wie der Roseraie de L'Haÿ bei Paris und der Roseraie François Mitterrand in Südfrankreich. Glücklicherweise gibt es noch 66 seiner Sorten in der enzyklopädischen Sammlung Fineschi in Italien und weitere 32 im Europa-Rosarium in Sangerhausen. Aber viele seiner insgesamt etwa 140 Teehybride – eines der größten Lebenswerke eines Rosenzüchters – hängen von einzelnen privaten Sammlern in Spanien ab. Die wunderschöne Angelita Ruaix beispielsweise wird von der bejahrten Tochter der Namensgeberin auf einem Balkon in Barcelona bewahrt.
Australische Sammlungen enthalten mindestens die Edelrosen Cascabel, Catalònia, Condesa de Sástago, Duquesa de Peñeranda, Frivolité, Girona, Golden Moss, Lady Trent (Julia Ferran), Linda Porter (Miguel Andrufeu), Lola Montes, Mme Grégoire Staechelin, Nevada, Pilarin Vilella und Rádio. Es gibt dort auch eine Reihe von Miniaturrosen.

## Familienbilder
|  |  |

| Personendaten    | Personendaten           |
| ---------------- | ----------------------- |
| NAME             | Dot, Pedro              |
| ALTERNATIVNAMEN  | Dot i Martínez, Pere    |
| KURZBESCHREIBUNG | spanischer Rosenzüchter |
| GEBURTSDATUM     | 28. März 1885           |
| GEBURTSORT       | Monistrol de Montserrat |
| STERBEDATUM      | 12. November 1976       |